# 泽布吕赫

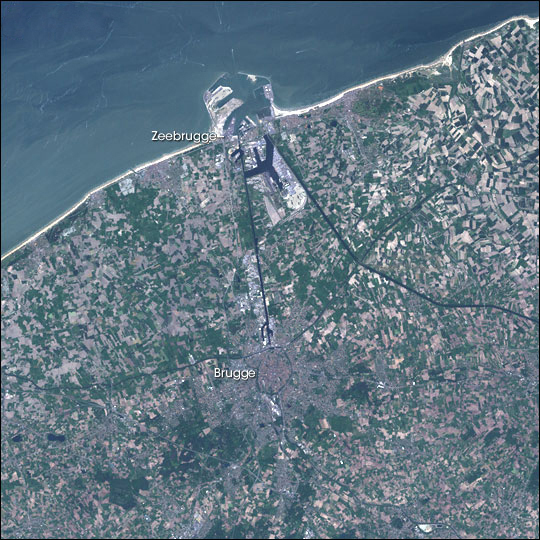
泽布吕赫

泽布吕赫（荷蘭語：Zeebrugge），又稱澤布魯日，比利时西部港口城镇，吞吐量仅次于安特卫普，为比利时第二大港。 泽布吕赫属布鲁日管辖，为其外港。
泽布吕赫位于北海之滨，距离英国十分接近，因此自古就是连接四方的交通要地。今日，泽布吕赫和英国的赫尔、多佛尔等港口之间仍有渡轮来往。